# Clelia Conterno
Clelia Conterno, precedentemente nota come Guglielminetti (Torino, 18 febbraio 1915 – Torino, 22 gennaio 1984), è stata una poetessa, esperantista e insegnante italiana. Per vent'anni, dal 1964 al 1984, è stata membro dell'Akademio de Esperanto.

## Biografia
Nasce a Torino come Clelia Guglielminetti, da padre avvocato e madre casalinga. Si laurea in lettere nel 1938 con una tesi sulla Regina polacca Maria Luisa di Gonzaga-Nevers.
Insegna in una scuola per studenti poliomielitici. Impara l'esperanto nel 1934 e, nello stesso anno, partecipa al Congresso universale di esperanto in Stoccolma. Dopo la seconda guerra mondiale fu direttore della rivista L'esperanto e vicepresidente della FEI.
Unica donna facente parte del circolo culturale esperantista La Patrolo e membro dell'UEA, fu per molto tempo a capo della delegazione italiana nell'UEA.
Nel 1985 LF-koop ha istituito il premio annuale a lei dedicato e successivamente curato dalla FEI.

## Opere
In italiano
- Una piccola vita (Poesie 1957)
- La tempesta (Poesie 1959)
- In tanti a dire no (Romanzo 1968)
- Bambino mio tanto atteso (Romanzo 1977)

In esperanto
- Ho tomboj del'prapatroj (poesie, 1980 - postumo)[1]